# Charles N. Haskell
Charles Nathaniel Haskell, född 13 mars 1860 i Leipsic, Ohio, död 5 juli 1933 i Oklahoma City, var en amerikansk demokratisk politiker. Han var den första guvernören i delstaten Oklahoma 1907–1911.
Haskell var verksam som lärare, advokat och affärsman. År 1907 besegrade han republikanen Frank Frantz och socialisten C.C. Ross i det första guvernörsvalet i Oklahoma. År 1911 efterträddes han som guvernör av Lee Cruce. Haskell avled 1933 i Oklahoma City och gravsattes på Greenhill Cemetery i Muskogee.